# Coenonycha purshiae
Coenonycha purshiae är en skalbaggsart som beskrevs av Mont A. Cazier 1943. Coenonycha purshiae ingår i släktet Coenonycha och familjen Melolonthidae. Inga underarter finns listade i Catalogue of Life.